# کنراد یکم لهستان
کنراد اول مازوویا (به لهستانی:Konrad I Mazowiecki؛ ۱۱۸۷–۱۲۴۷) از خاندان لهستانی پیاست، ششمین دوک مازوویا از ۱۱۹۴ میلادی تا زمان مرگش و دوک بزرگ لهستان از سال ۱۲۲۹ تا ۱۲۳۲ بود. او جوان‌ترین پسر دوک بزرگ لهستان، کازیمیر دوم محسوب می‌شد.

## تلاش برای تسخیر پروس
کنراد برای افزایش قلمروش بر آن شد تا با حمله به ناحیه کافرنشین پروس، در ظاهر برای بسط و گسترش مسیحیت، این منطقه به قلمرو تحت نفوذ خود الحاق نماید. به همین دلیل، در سال ۱۲۰۹ میلادی اجازه رسمی از پاپ اینوسنت سوم دریافت کرد تا جنگ صلیبی جدیدی را، این بار علیه مردم پروس، آغاز نماید. با وجود تمامی تلاشهای او، لهستان نتوانست در زمان حکومت کنراد با موفقیت به اراضی پروسی‌ها دست یابد و این مردم را به مسیحیت فراخواند.

## شوالیه‌های تتونیک
کنراد در سال ۱۲۲۶ میلادی به دنبال ناکامی‌هایش در برابر پروسی‌ها، از شوالیه‌های تتونیک درخواست کرد که برای مسیحی کردن مردم پروس، به او بپیوندند. شوالیه‌های تتونیک بعدها موفق به تصرف کامل پروس شدند اما هیچ گاه این منطقه را تخلیه نکرده و در زمان جانشینان کنراد، به مخالفت و جنگ با لهستان پرداختند؛ اقدامی که موچب شد تسلط لهستان بر سواحل دریای بالتیک تا حدود ۲ قرن بعد به کلی از دست برود. به همین دلیل، کنراد چندان میان لهستانی‌ها محبوبیت ندارد.